# Broome Pinniger
Broome Eric Pinniger (Saharanpur, Indija, 28. prosinca 1902. – nije poznat nadnevak kad je umro) je bivši indijski hokejaš na travi. Miješanog je podrijetla, anglo-indijskog.
Osvojio je zlatno odličje na hokejaškom turniru na Olimpijskim igrama 1928. u Amsterdamu igrajući za Britansku Indiju. Odigrao je 5 susreta na mjestu veznog igrača i postigao je jedan pogodak. Bio je dokapetanom.
4 godine poslije je na Olimpijskim igrama opet osvojio je zlatno odličje na hokejaškom turniru 1932. u Los Angelesu igrajući za Britansku Indiju. Odigrao je dva susreta na mjestu veznog igrača. Bio je dokapetanom. Postigao je jedan pogodak.

## Vanjske poveznice
- Profil na Database Olympics